# 여경암(부)거업재산신당
여경암(부)거업재산신당(餘慶菴(附)居業齋山神堂)은 대전광역시 중구 무수동, 여경암에 있는 거업재와 산신당이다. 1989년 12월 13일 대전광역시의 유형문화재 제18호로 지정되었다.

## 개요
여경암은 조선 영조(재위 1724∼1776) 때 문신 권이진(1668∼1734)이 교육장소로 쓰기 위하여 숙종 41년(1715)에 지었다. 여경암을 중심으로 앞쪽에 서당건물로 사용했던 거업재, 뒤쪽에 산신당이 자리잡고 있다.
여경암이라는 이름은 중국의 사마온공이 자제와 제자들을 가르치기 위해 지은 강당인 ‘여경사’에서 따온 것이라고 한다. 앞면 5칸·옆면 3칸 규모인데, 좌우 뒤쪽으로 2칸씩 덧붙여 ㄷ자형 평면을 이루고 있다. 지붕은 옆면에서 볼 때 여덟 팔(八)자 모양인 팔작지붕집이다.
거업재는 앞면 6칸·옆면 1칸 규모로, 一자형 평면을 이루고 있다. 지붕은 옆면에서 볼 때 사람 인(人)자 모양인 맞배지붕이다. 오른쪽 2칸은 마루를 꾸며 여름철 서당으로, 가운데 2칸은 온돌방으로 만들어 겨울철 서당으로 사용하였으며 나머지 2칸은 부엌이다.
산신당은 고종 19년(1882)에 지은 건물로, 앞면·옆면이 1칸 규모이다. 단촐하게 지은 건물로 안쪽에는 불단을 만들어 산신탱화를 걸어 놓았다.

## 참고 자료
- 여경암(부)거업재산신당 - 국가유산청 국가유산포털